# Маяк (Покровский район)
Маяк (укр. Маяк) — село,
Орловский сельский совет,
Покровский район,
Днепропетровская область,
Украина.
Код КОАТУУ — 1224287808. Население по переписи 2001 года составляло 93 человека.

## Географическое положение
Село Маяк примыкает к селу Маломихайловка,
на расстоянии в 1 км расположены сёла Киричково, Кривобоково и Орлы.
По селу протекает пересыхающий ручей с запрудой.
Рядом проходит автомобильная дорога Н-15.